# 城关镇 (镇原县)
城关镇，是中华人民共和国甘肃省庆阳市镇原县下辖的一个乡镇级行政单位。

## 行政区划
城关镇下辖以下地区：
东街社区、西街社区、五里沟村、莲池村、东关村、高庄村、祁川村、塬郑村、丰台村、金龙村、常山村、路坡村和路沟村。